# 第77回日劇學院賞
←第76回 - 第77回 - 第78回→
第77回日劇學院賞，針對2013年4月到6月在日本播出的連續劇做出投票與評比。

## 最優秀作品賞
1. 家族遊戲
2. 破案天才伽利略2013
3. 最後的灰姑娘

- 讀者票：1. 家族遊戲；2. 最後的灰姑娘；3. 破案天才伽利略
- 記者票：1. 家族遊戲；2. 最後的灰姑娘；3. 破案天才伽利略
- 評審票：1. 破案天才伽利略；2. 飛翔公關室；3. 家族遊戲

## 主演男優賞
1. 櫻井翔（家族遊戲）
2. 福山雅治（破案天才伽利略2013）
3. 長谷川博己（白雲階梯）

- 讀者票：1. 櫻井翔（家族遊戲）；2. 福山雅治（破案天才伽利略）；3. 長谷川博己（白雲階梯）
- 記者票：1. 櫻井翔（家族遊戲）；2. 福山雅治（破案天才伽利略）；3. 染谷將太（我們都是超能者）
- 評審票：1. 福山雅治（破案天才伽利略）；2. 櫻井翔（家族遊戲）；3. 長谷川博己（白雲階梯）

## 主演女優賞
1. 篠原涼子（最後的灰姑娘）
2. 新垣結衣（飛翔公關室）
3. 米倉涼子（35歲的高中生）

- 讀者票：1. 篠原涼子（最後的灰姑娘）；2. 新垣結衣（飛翔公關室）；3. 米倉涼子（35歲的高中生）
- 記者票：1. 篠原涼子（最後的灰姑娘）；2. 新垣結衣（飛翔公關室）；3. 米倉涼子（35歲的高中生）
- 評審票：1. 新垣結衣（飛翔公關室）；2. 篠原涼子（最後的灰姑娘）；3. 米倉涼子（35歲的高中生）

## 助演男優賞
1. 神木隆之介（家族遊戲）
2. 三浦春馬（最後的灰姑娘）
3. 綾野剛（飛翔公關室）

- 讀者票：1. 神木隆之介（家族遊戲）；2. 三浦春馬（最後的灰姑娘）；3. 綾野剛（飛翔公關室）
- 記者票：1. 三浦春馬（最後的灰姑娘）；2. 綾野剛（飛翔公關室）；3. 神木隆之介（家族遊戲）
- 評審票：1. 神木隆之介（家族遊戲）；2. 綾野剛（飛翔公關室）；3. 柴田恭兵（飛翔公關室）

## 助演女優賞
1. 吉高由里子（破案天才伽利略2013）
2. 鈴木保奈美（家族遊戲）
3. 夏帆（我們都是超能力者）

- 讀者票：1. 鈴木保奈美（家族遊戲）；2. 杏（幽靈女友）；3. 吉高由里子（破案天才伽利略）
- 記者票：1. 夏帆（我們都是超能者）；2. 鈴木保奈美（家族遊戲）；3. 吉高由里子（破案天才伽利略）
- 評審票：1. 吉高由里子（破案天才伽利略）；2. 稻森泉（雲的階梯）；3. 夏帆（我們都是超能者）

## 主題曲賞
- 嵐《Endless Game》（家族遊戲）

## 腳本賞
1. 武藤將吾（家族遊戲）
2. 中谷麻由美（最後的灰姑娘）
3. 野木亞紀子（飛翔公關室）

## 監督賞
1. 佐藤祐市、岩田和行（家族遊戲）
2. 園子溫、入江悠（我們都是超能者）
3. 平野真、田中亮（最後的灰姑娘）

## 特別賞
- 飛翔公關室